# Stara winorośl w Mariborze

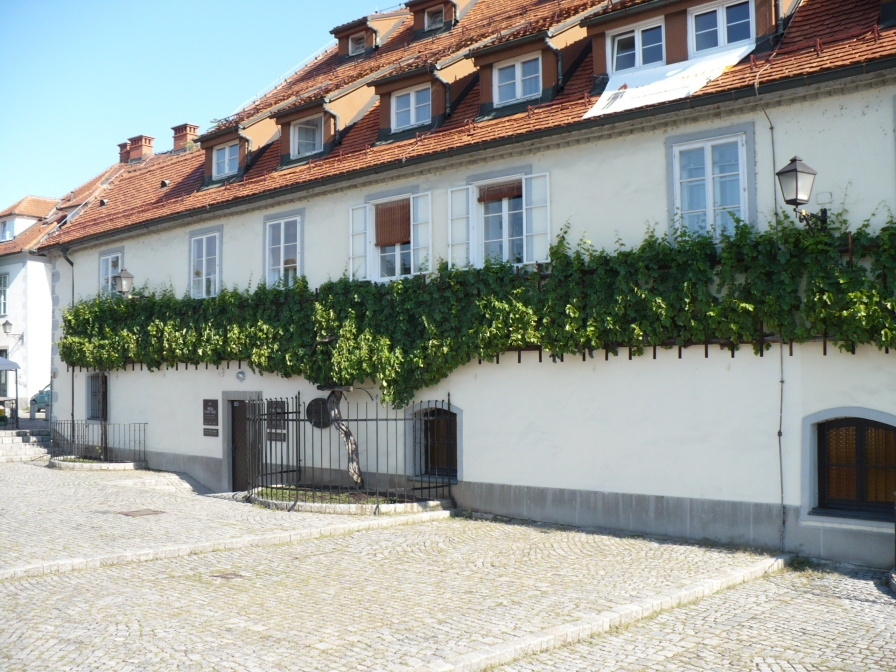
Stara trta latem

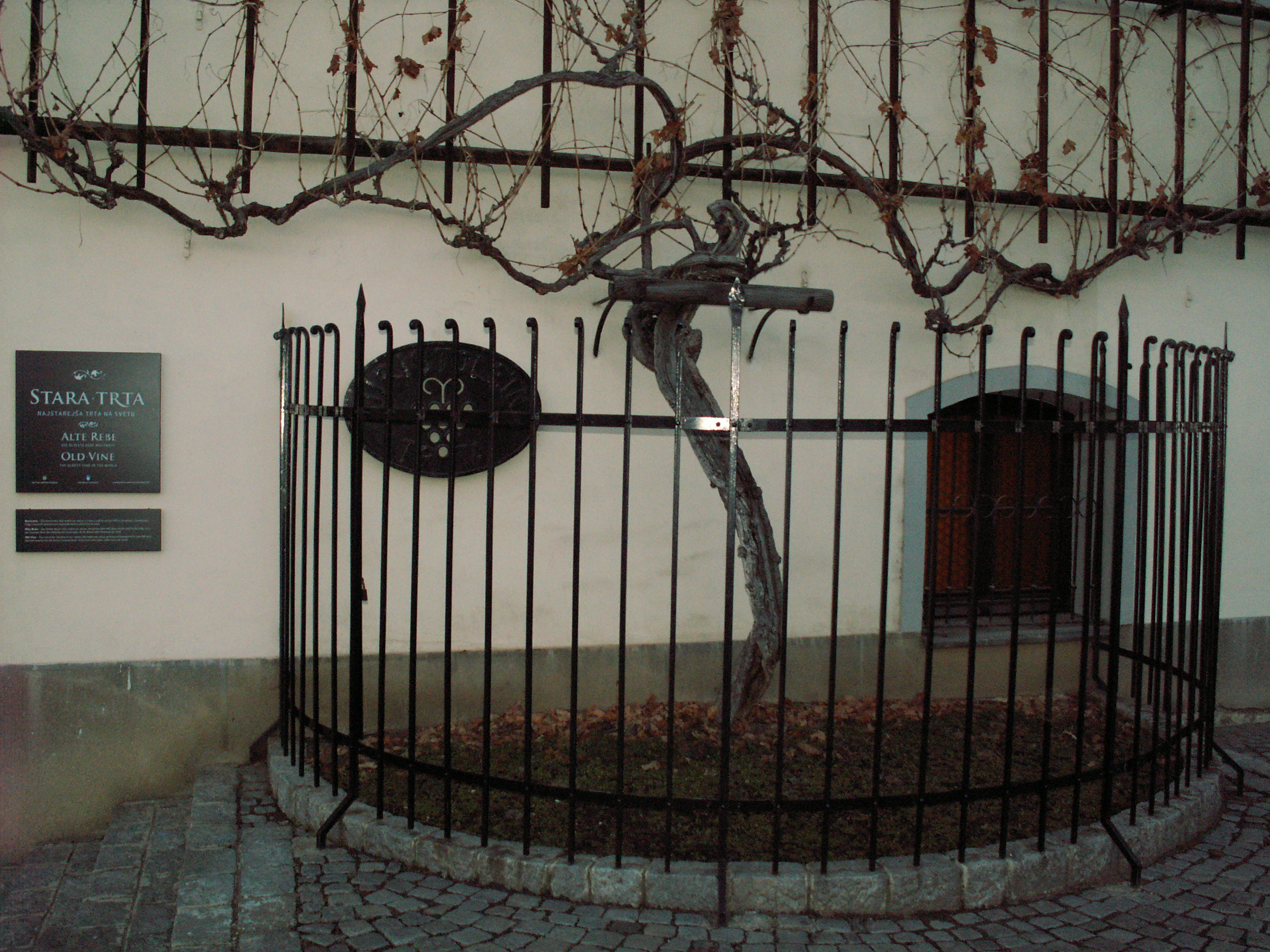
Stara trta zimą

Stara winorośl (slov. Stara trta) – najstarsza winorośl na świecie, mająca około 400 lat, znajdująca się w Mariborze w Słowenii. 
Dzięki swojemu wiekowi została wpisana do Księgi rekordów Guinnessa jako najstarsza winorośl na świecie. Dowodem potwierdzającym wiek winorośli są dwa obrazy z 1657 i 1681 roku, przedstawiające budynek wraz z tą winoroślą. Obecnie znajdują się one w Styryjskim Archiwum Regionalnym w Grazu i Regionalnym Muzeum w Mariborze. W roku 1972 prof. dr Rihard Erker, dendrolog z uniwersytetu w Lublanie, przeprowadził badania stwierdzające wiek na przynajmniej 350 lat, a nawet 400 lat.
Każdego roku winorośl rodzi pomiędzy 35 a 55 kilogramów winogron, z których wytwarza się około 100 butelek wina. Rokrocznie organizowany jest również festiwal, podczas którego zbiera się winogrona tradycyjną metodą.